# Taiwanocarilia atra
Taiwanocarilia atra är en skalbaggsart som först beskrevs av Koichi Tamanuki 1942.  Taiwanocarilia atra ingår i släktet Taiwanocarilia och familjen långhorningar.
Artens utbredningsområde är Taiwan. Inga underarter finns listade i Catalogue of Life.